# Teniku Talesi Honolulu
Teniku Talesi Honolulu, var tillförordnad generalguvernör i Tuvalu 2019-21. 